# Cahora-Bassa-Talsperre
Die Cahora-Bassa-Talsperre, in der Kolonialzeit „Cabora Bassa“ genannt (portugiesisch: Barragem de Cahora Bassa bzw. Hidroeléctrica de Cahora Bassa), befindet sich in Mosambik, in der Provinz Tete. Sie ist eine der größten Talsperren der Welt.

## Geschichte

### Entwicklungen während der Kolonialzeit Mosambiks
Die ersten ideellen Grundlagen für das Staudammprojekt stehen im Zusammenhang mit der Gründung der Missão do Fomento e Povoamento do Zambesi (MFPZ) (englisch: Agency for the Promotion and Settlement of the Zambezi), einer 1957 durch die portugiesische Regierung geschaffenen Landesentwicklungsinstitution in Mosambik. Diese legte 1965 erstmals Pläne zur wirtschaftlichen Nutzung des Sambesilaufs vor.
Bereits zu Planungsbeginn wehrte sich die antikoloniale Befreiungsbewegung FRELIMO gegen das Staudammprojekt. Mit einer Kampagne gegen Cabora Bassa schloss sich auch die bundesdeutsche Studentenbewegung dem Widerstand an.
Die Staumauer wurde zwischen 1969 und 1979 in der damaligen portugiesischen Kolonie durch ein Firmenkonsortium errichtet, jedoch lag die Hauptverantwortung in Händen der portugiesischen Maschinen- und Kraftwerksbaufirma Sorefame aus Amadora. Die Stromlieferungen nach Südafrika begannen im März 1977. Die etwa 165 m hohe Bogenstaumauer liegt in einem engen Talabschnitt am unteren Sambesi in Mosambik, etwa 700 km vor dessen Mündung in den Indischen Ozean und dient hauptsächlich der Stromerzeugung.
Am Bauprojekt waren Kapitalgeber und Firmen aus Südafrika, Frankreich, Deutschland (Bauleistungen: Hochtief), Portugal, USA und der Schweiz beteiligt. Dazu war ein gemeinsames Konsortium, das Zambeze Consorcio Hidroelectrico (ZAMCO), gebildet worden, das 1969 einen diesbezüglichen Vertrag mit der portugiesischen Kolonialverwaltung abschloss. Südafrika stellte dabei den größten Anteil bei der Finanzierung mit insgesamt 105 Millionen GBP zur Verfügung, wovon ein erheblicher Teil aus staatlichen Quellen kam. Beispielsweise beteiligte sich die ESCOM mit 45 Millionen GBP am Projekt. Weiteres staatliches Geld kam über die Industrial Development Corporation (IDC). Von Portugal kamen 90 Millionen GBP, aus Frankreich 30 Millionen GBP. Aus Deutschland, den USA und der Schweiz flossen zusammen 45 Millionen GBP in das Vorhaben. Der multinationale Bergbaukonzern Anglo American Corporation beteiligte sich mit firmeneigenen Bau- und Transportunternehmen. Südafrika nahm auch als Elektrizitätsabnehmer eine Spitzenposition ein, und zwar zu fast 100 Prozent, da die einzige Trasse für Stromlieferungen in den industriellen Ballungsraum um Pretoria führte. Mosambik konnte nur über Anlagen bei Pretoria Elektroenergie vom Staudamm Cahora Bassa beziehen. Dadurch war der Süden Mosambiks in das Energieverbundsystem Südafrikas integriert und erheblich abhängig geworden. Diese Konstellation hatte die südafrikanische Regierung bei den Verhandlungen in der Mitte der 1960er Jahre zur Bedingung gemacht. Nach Aussagen eines ehemaligen IDC-Direktors war Südafrika nicht an einer Stromübertragungsleitung interessiert, die von anderer Seite „angezapft werden könnte“. Seit 1977 übten die ESCOM und Vertreter der mosambikanischen Regierung im Permanent Joint Technical Committee (deutsch etwa: „Ständiger gemeinsamer technischer Ausschuss“) die Kontrolle über den Betrieb des Wasserkraftwerks aus.
Unter dem Eindruck der Ölkrise von 1973 begrüßte man im benachbarten Südafrika den Bau der Anlage. Henry Olivier, der damalige Chef der Wasserkraftenergiebehörde, bestätigte mit einer Erklärung an die Handelskammer von Johannesburg die Absicht seiner Regierung zum Bau einer 1400 Kilometer langen grenzüberschreitenden Hochspannungsleitung aus Mosambik, um den inländischen Energiepreis weiterhin niedrig halten zu können. Ferner verwies er auf den dadurch künftig zu vermeidenden Kapitalaufwand für Heizkraftwerke und die Reduzierung der Schadstoffbelastung in seinem Land.

### Entwicklungen nach der Unabhängigkeit Mosambiks
Die Stromübertragung nach Südafrika mittels der HGÜ begann im Mai 1975. Sabotageakte verschiedener Gruppen während des mosambikanischen Bürgerkriegs zwischen 1981 und 1992 und dessen Folgeerscheinungen verhinderten schließlich 17 Jahre lang die Stromübertragung.
Erst 1998 begann die Stromproduktion unter portugiesischer Leitung. Im November 2005 gab der mosambikanische Präsident Armando Guebuza bekannt, dass Mosambik mit einer Zahlung von 787,4 Millionen Euro die Kontrolle übernehmen wolle. Im Oktober 2006 einigten sich Portugal und Mosambik auf 950 Millionen US-Dollar, mit denen Mosambik seinen Anteil an der Hidroeléctrica de Cahora Bassa (HCB) von 18 auf 85 Prozent erhöhte. Der Anteil Portugals verringerte sich von 82 auf 15 Prozent.
Von einem Staatsakt in Songo begleitet ging die mehrheitliche Eigentümerschaft des Cahora-Bassa-Staudamms am 27. November 2007 mitsamt seinen hydroelektrischen Anlagen von der portugiesischen Seite in die des mosambikanischen Staates über. Dieser festlichen Zeremonie gingen noch am Tag zuvor Verhandlungen über die Vertragsbedingungen voraus, die im Joaquim Cissano Conference Centre in Maputo stattfanden. Mosambik hatte noch einen Restbetrag in Höhe von 700 Millionen US-Dollar an Portugal zu zahlen. Das gesamte vertraglich vereinbarte Volumen belief sich auf 950 Millionen Dollar. Damit konnten 85 Prozent der Anteile am Betreiberunternehmen Hidroeléctrica De Cahora Bassa (HCB) übernommen werden. Aus dem mosambikanischen Staatshaushalt waren bereits im Oktober 2006 250 Millionen US-Dollar aufgebracht worden. Der noch ausstehende Restbetrag wurde über einen Kreditvertrag mit dem kanadischen Konsortium Calyon und der portugiesischen Banco Português de Investimento (BPI) abgesichert.
An der Zeremonie nahmen die Staatsoberhäupter Festus Mogae (Botswana), Bingu wa Mutharika (Malawi), Armando Guebuza (Mosambik), Levy Mwanawasa (Sambia) und Robert Mugabe (Simbabwe), ferner die südafrikanische Vizepräsidentin Phumzile Mlambo-Ngcuka, der swasiländische Premierminister Absalom Themba Dlamini sowie der portugiesische Finanzminister Fernando Teixeira dos Santos teil. In der Rede von Armando Guebuza betonte dieser, dass die Übernahme des Staudamms und seiner Anlagen die „zweite Unabhängigkeit“ für Mosambik darstelle. Guebuza fügte hinzu, dass die Energieerzeugung von Cahora Bassa den Weg für die Industrialisierung Mosambiks verbessere, da von hier Elektroenergie nun auch in ländliche Gebiete gelangen könne.
Das Wasserkraftwerk von Cahora Bassa mit einer installierten Leistung von 2075 MW trägt erheblich zum Bruttoinlandsprodukt von Mosambik bei. Zum Zeitpunkt der Übernahme in das Staatseigentum erzielte die HCB einen jährlichen Ertrag von rund 150 Millionen US-Dollar durch Stromverkäufe, hauptsächlich nach Südafrika und Simbabwe.
Nach längeren Verhandlungen verkaufte die portugiesische Regierung 2012 ihre letzten 15 % schließlich für etwa 74 Mio. Euro zu gleichen Teilen an den portugiesischen Stromnetzbetreiber REN und an ein mosambikanisches Unternehmen. Das Splitting der Anteilseigner stellt sich demnach wie folgt dar:
- mosambikanischer Staatsanteil: 85 Prozent,
- Companhia Eléctrica do Zambeze (CEZA), Mosambik:  7,5 Prozent,
- Redes Energéticas Nacionais (REN) portugiesischer Anteil: 7,5 Prozent.

Es besteht seitens HCB ein langfristiges Abkommen mit der Eskom (Power Purchase Agreement – PPA) sowie zwischen der Electricidade de Moçambique Empresa Publica (EDM.EP) mit der Zimbabwe Electricity Supply Authority (ZESA, nun ZESA Holdings) von Simbabwe, wohin die Energie mittels einer Hochspannungswechselstromleitung im Eigentum der EDM übertragen wird.
Nach den ursprünglichen Vereinbarungen zwischen Südafrika und Portugal konnte Südafrika von Energielieferungen zu außerordentlich günstigen Konditionen ausgehen. Der steigende Strombedarf in Mosambik führte aber zeitweilig dazu, dass man für die sichere Versorgung in Maputo die benötigte Elektroenergie zu einem deutlich höheren Preis zurück kaufen musste.

## Kraftwerk
Das gestaute Wasser speist ein Wasserkraftwerk mit einer installierten Leistung von 2,075 GW, dessen Stromproduktion zum größten Teil mittels der 1420 km langen HGÜ Cahora Bassa in die benachbarte Republik Südafrika verkauft wird. Das Kavernenkraftwerk hat fünf Maschinensätze mit je 415 MW und ging 1975 in Betrieb.
Der Kraftwerksbetreiber ist das mosambikanische Unternehmen Hidroeléctrica de Cahora Bassa (HCB), S. A., das am 24. Juni 1975 auf der Grundlage eines Vertrages zwischen der Frente de Libertação de Moçambique (FRELIMO) und der damaligen portugiesischen Regierung von Vasco Gonçalves gegründet wurde.

## Stausee
Der Stausee ist ca. 250 km lang, 2.800 km² groß und hat einen Stauinhalt von 65 Mrd. m³ (nach Rißler nur 63 Mrd. m³). Das Einzugsgebiet umfasst 900.000 km². Darin eingeschlossen sind die Teileinzugsgebiete der oberhalb liegenden Talsperren Kariba mit 520.000 km² und Kafue mit 150.000 km².

## Hochwasserentlastung

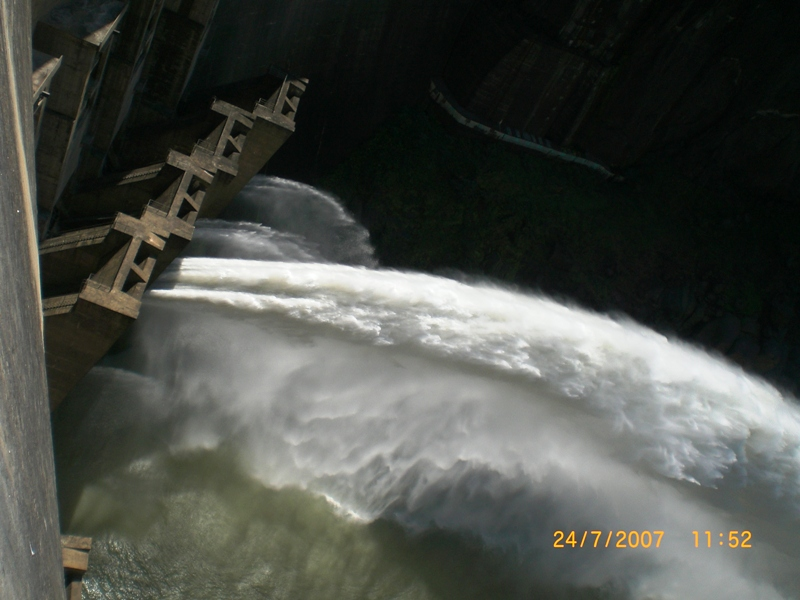
Hochwasserentlastung Cabora Bassa

Die Staumauer hat eine bemerkenswerte Hochwasserentlastung im unteren Drittel der Mauer. Dort gibt es acht gepanzerte Mauerdurchlässe, die den Wasserstrahl in einem hohen Bogen bis zu 300 m weit in das Flussbett werfen. Jeder Durchlass hat eine Leistungsfähigkeit von 1700 m³/s (zusammen 13.600 m³/s); das Wasser tritt bei voller Belastung mit einer Geschwindigkeit von 36 m/s aus.